# Vellavi

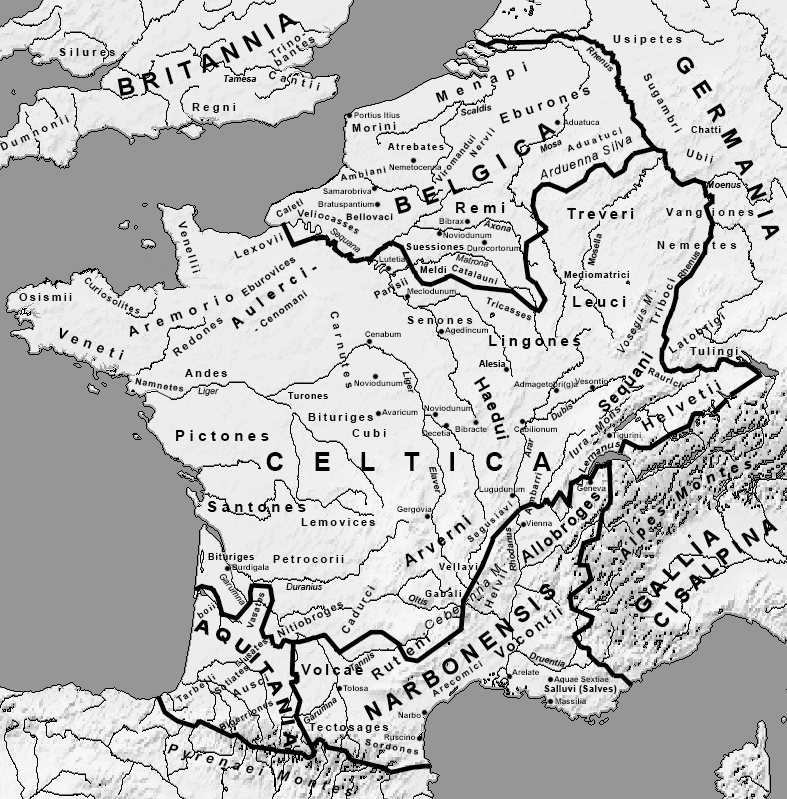
De Vellavi geplaatst ten zuiden van de Arverni

De Vellavi waren een Gallisch volk in de regio van  Le Puy-en-Velay in de provincie Auvergne, hetgeen ten tijde van Julius Caesars campagne tegen de Galliërs op de grens van Gallia Narbonensis lag. Het oppidum van Ruessium, een vroege zetel van een katholieke bisschop, werd volgens in een document uit 1004 vanaf de 4e eeuw beschreven als de [civitas] que dicitur Vetula in pago Vellavorum—de stad genaamd Vetula in het land van de Vellavi. De naam Vellavi is behouden in de moderne regio Velay.